# Andrew Miller (baseballista)
Andrew Mark Miller (ur. 21 maja 1985) – amerykański baseballista występujący na pozycji miotacza (relief pitchera) w Cleveland Indians.

## College
W czerwcu 2003 został wybrany w trzeciej rundzie draftu przez Tampa Bay Devil Rays, jednak nie podpisał kontraktu z organizacją tego klubu, gdyż zdecydował się podjąć studia na University of North Carolina w Chapel Hill, gdzie w latach 2004–2006 grał w drużynie uniwersyteckiej North Carolina Tar Heels. W 2006 ustanowił dwa rekordy uczelni zaliczając w sezonie 133 strikeouty i 325 podczas kariery w NCAA. Ponadto został uznany przez magazyn Baseball America najlepszym baseballistą w NCAA, a także wybrany najlepszym miotaczem Atlantic Coast Conference i wybrany do pierwszego składu All-ACC.

## Kariera zawodowa

### Detroit Tigers
W czerwcu 2006 został wybrany w pierwszej rundzie draftu z numerem szóstym przez Detroit Tigers. Zawodową karierę rozpoczął w Lakeland Tigers (poziom Class A-Advenced), a po rozegraniu pięciu meczów, 29 sierpnia 2006 został powołany do 40-osobowego składu Detroit Tigers i dzień później zadebiutował w Major League Baseball w meczu przeciwko New York Yankees.
Sezon 2007 rozpoczął od występów w Lakeland Flying Tigers (Class A-Advenced), następnie grał w Erie SeaWolves (Double-A). 16 maja został powołany do składu Tigers w miejsce kontuzjowanego Jeremy'ego Bondermana. Dwa dni później w meczu z St. Louis Cardinals na Comerica Park zaliczył pierwszy start w MLB, rozgrywając sześć zmian i notując zwycięstwo. Po powrocie Bondermana, Miller został odesłany do Erie SeaWolves. W MLB rozegrał 13 meczów, notując bilans W-L 5–5.

### Florida Marlins

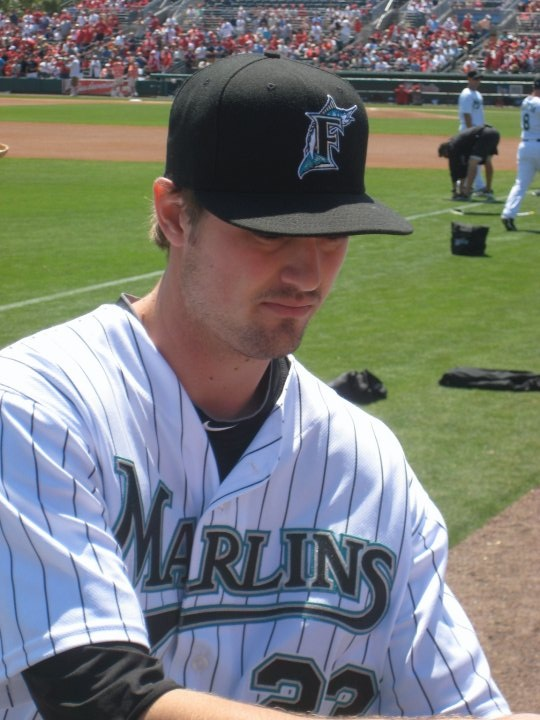
Andrew Miller jako zawodnik Florida Marlins.

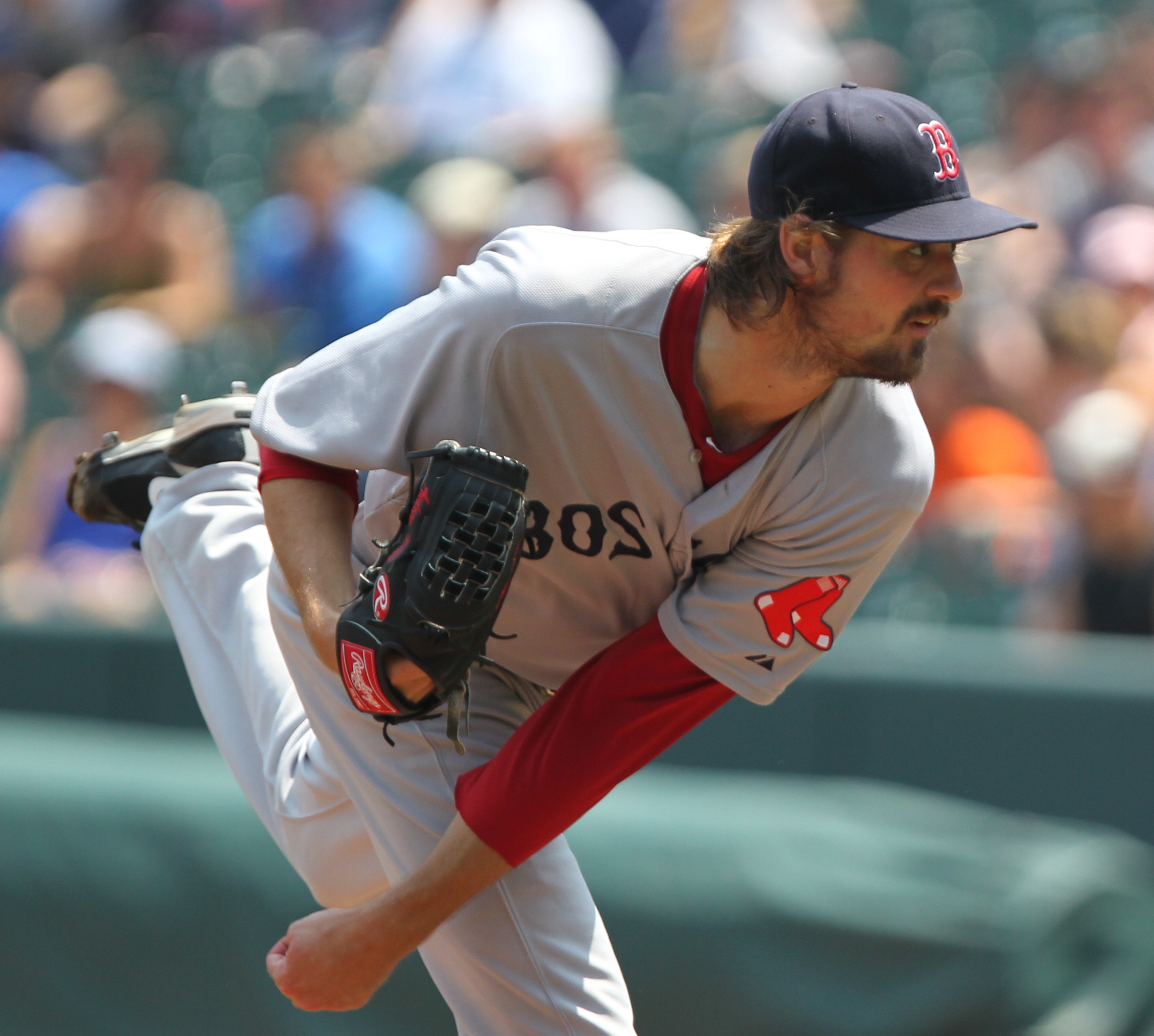
Andrew Miller podczas gry w Boston Red Sox.

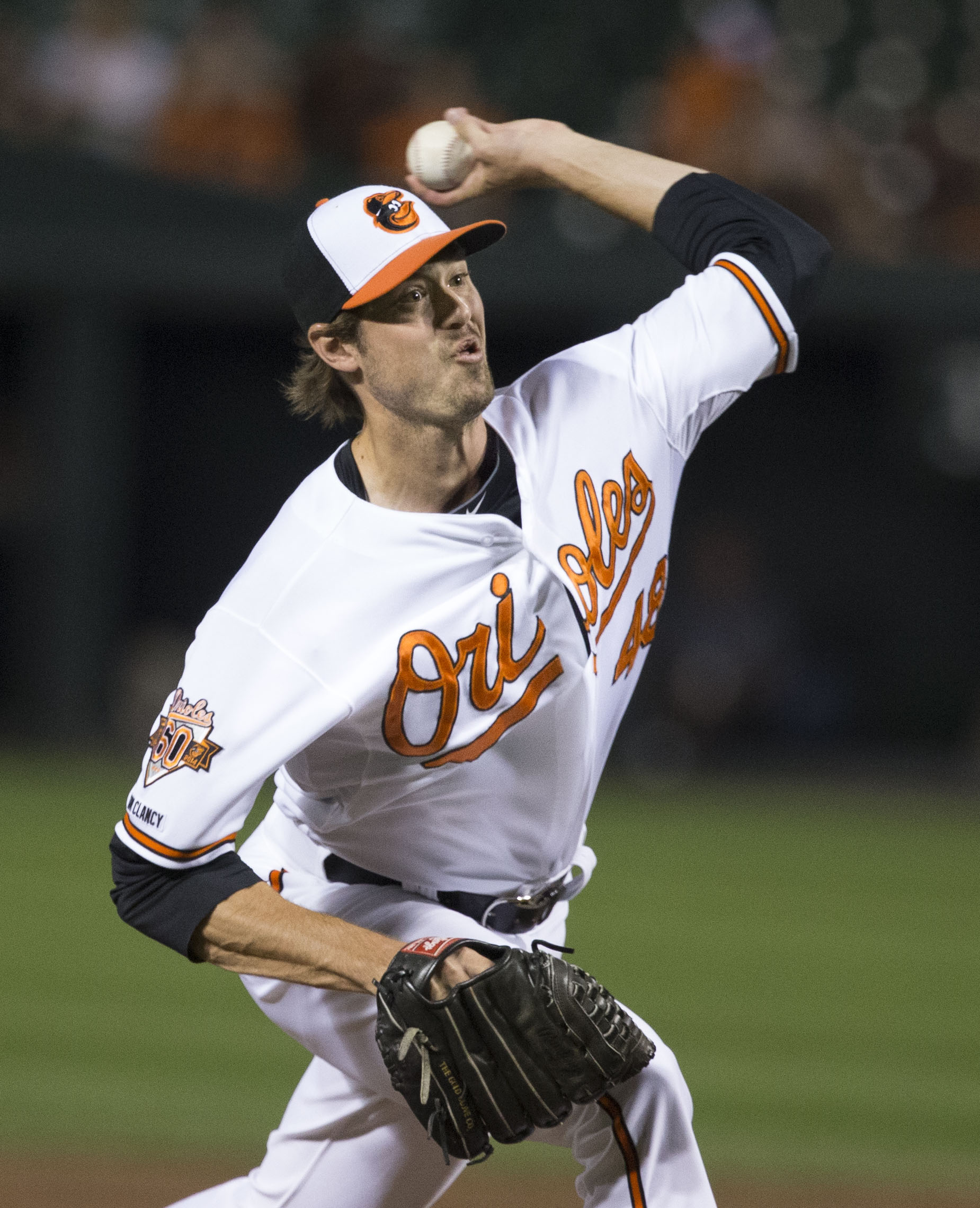
Andrew Miller jako zawodnik Baltimore Orioles.

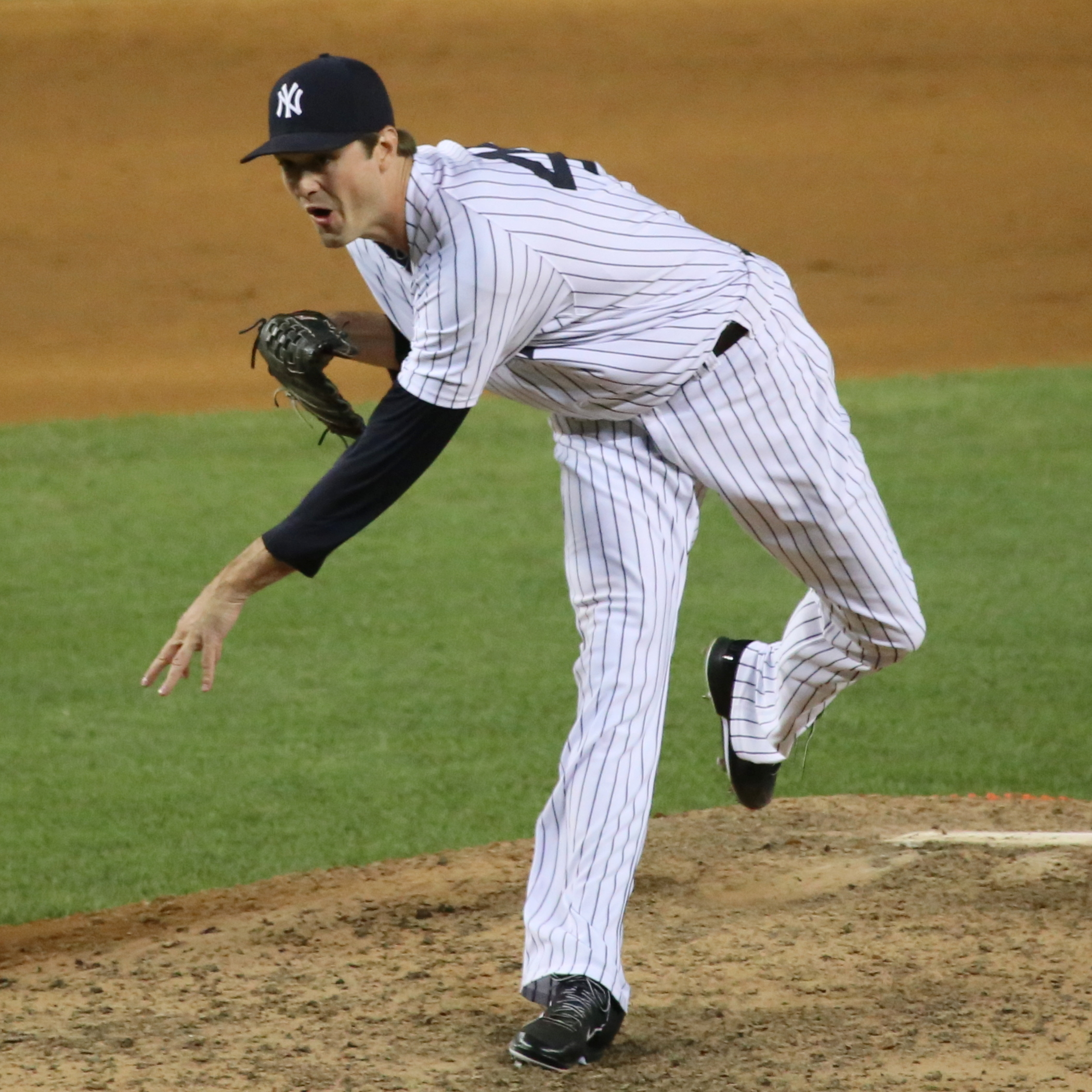
Andrew Miller jako zawodnik New York Yankees.

W grudniu 2007 w ramach wymiany zawodników przeszedł do Florida Marlins. Sezon 2008 rozpoczął jako starter. Po powrocie do składu Marlins pod koniec sierpnia, po wyleczeniu kontuzji kolana odniesionej w lipcu, w dziewięciu meczach grał jako reliever. W 2009 rozegrał 20 spotkań, z czego 14 jako starter. W sezonie 2010 grał w New Orleans Zephyrs (Triple-A), Jupiter Hammerheads (Class A-Advenced) oraz w Jacksonville Suns (Double-A). Na występy w MLB kolejne powołanie otrzymał 19 sierpnia 2009. Sezon zakończył z bilansem 1–5 przy wskaźniku ERA 8,54.

### Boston Red Sox
W listopadzie 2010 w ramach wymiany przeszedł do Boston Red Sox. W grudniu 2010 został zaproszony na występy w spring training, jednak po jego zakończeniu został odesłany do Pawtucket Red Sox (Triple-A). 19 czerwca 2011 został powołany do 40-osobowego składu Boston Red Sox i dzień później zadebiutował w barwach nowego zespołu w meczu przeciwko San Diego Padres jako starter, notując no-decision. W 2011 rozegrał 17 spotkań (12 startów) uzyskując bilans 6–3 i ERA 5,54.
Sezon 2012 rozpoczął od występów w Greenville Drive (Class A), następnie występował w Pawtucket Red Sox. Do gry w MLB powrócił 6 maja. Pomimo iż nie zagrał żadnego meczu World Series, w których Boston Red Sox pokonali St. Louis Cardinals, otrzymał mistrzowski pierścień.

### Baltimore Orioles
W lipcu 2014 przeszedł do Baltimore Orioles za Eduardo Rodrígueza, w którym rozegrał 23 mecze w sezonie zasadniczym i 5 w postseason.

### New York Yankees
W grudniu 2014 podpisał kontrakt jako wolny agent z New York Yankees. Przed rozpoczęciem sezonu 2015 menadżer Yankees Joe Girardi ogłosił, iż Miller i Dellin Betances będą pełnili funkcję closerów. 8 kwietnia 2015 w meczu przeciwko Toronto Blue Jays Miller zaliczył pierwszy save dla Yankees i drugi w swojej karierze. Sezon zakończył z 36 save'ami i otrzymał nagrodę AL Reliever of the Year. W lipcu 2016 został po raz pierwszy powołany do Meczu Gwiazd.

### Cleveland Indians
31 lipca 2016 w ramach wymiany zawodników przeszedł od Cleveland Indians. W American League Championship Series wystąpił w czterech meczach, w których rozegrał 7⅔ zmiany, wyrównując rekord w postseason wśród relieverów zaliczając 14 strikeoutów. Ponadto zaliczył save, nie oddał żadnego runa i został wybrany najbardziej wartościowym zawodnikiem serii. Indians pokonali Toronto Blue Jays 4–1 i zdobyli pierwsze mistrzostwo American League od 1997 roku.

## Nagrody i wyróżnienia
| Nagroda/wyróżnienie      | Lata       | Źródło       |
| 2× All-Star              | 2016, 2017 | [ 1 ] [ 15 ] |
| Zwycięzca w World Series | 2013       | [ 11 ]       |
| AL Reliever of the Year  | 2015       | [ 14 ]       |
| ALCS MVP                 | 2016       | [ 17 ]       |